# Кастелно де Медок
Кастелно де Медок (фр. Castelnau-de-Médoc) насеље је и општина у југозападној Француској у региону Аквитанија, у департману Жиронда која припада префектури Бордо.
По подацима из 2011. године у општини је живело 3902 становника, а густина насељености је износила 163,13 становника/km². Општина се простире на површини од 23,92 km². Налази се на средњој надморској висини од 75 метара (максималној 47 m, а минималној 14 m).

## Демографија
| 1962. | 1968. | 1975. | 1982. | 1990. | 1999. | 2011. |
| ----- | ----- | ----- | ----- | ----- | ----- | ----- |
| 1.388 | 1.573 | 2.148 | 2.621 | 2.773 | 3.165 | 3.902 |

График промене броја становника у току последњих година